# Völksen
Völksen ist ein Ortsteil der Stadt Springe in der niedersächsischen Region Hannover.

## Geschichte
Erstmals wurde Völksen im Jahr 1033 urkundlich erwähnt, aber die Anfänge Völksens gehen wahrscheinlich weit vor 1000 n. Chr. zurück. Völksen war ursprünglich Teil des altsächsischen Marstemgaus. In der mittelalterlichen Schreibweise Volkersem ist der Ort höchstwahrscheinlich der Namensgeber für das Adelsgeschlecht der von Völkersam.
Seit der Gebietsreform, die am 1. März 1974 in Kraft trat, ist Völksen ein Stadtteil der Stadt Springe. Der Ort liegt in der historischen Landschaft des Calenberger Landes und innerhalb der Calenberger Lössbörde mit fruchtbaren Ackerböden.
Früher war die Gegend um Völksen Abbaugebiet für den Deistersandstein, einer gefragten Wealdensandstein-Art. Dieser Stein wurde beispielsweise beim Opernhaus in Hannover verbaut. Es existierten damals diverse Steinbrüche, die jedoch heute alle stillgelegt sind, wie bspw. der Sandsteinbruch am Daberg. Darüber hinaus gab es auch eine lange Tradition von Kalksteinabbau (Dolomitsteinbruch Tönniesberg), ebenfalls heute völlig stillgelegt. Um 1870 waren jedoch bis zu 100 Steinmetze und etwa 200 Steinhauer in den Steinbrüchen in Völksen beschäftigt.
In den Jahren von 1970 bis 1980 wurden in einem der ehemaligen Steinbrüche 42 Einfamilienhäuser nach Plänen des Architekten Karl-Heinz Lorey errichtet.

## Religion

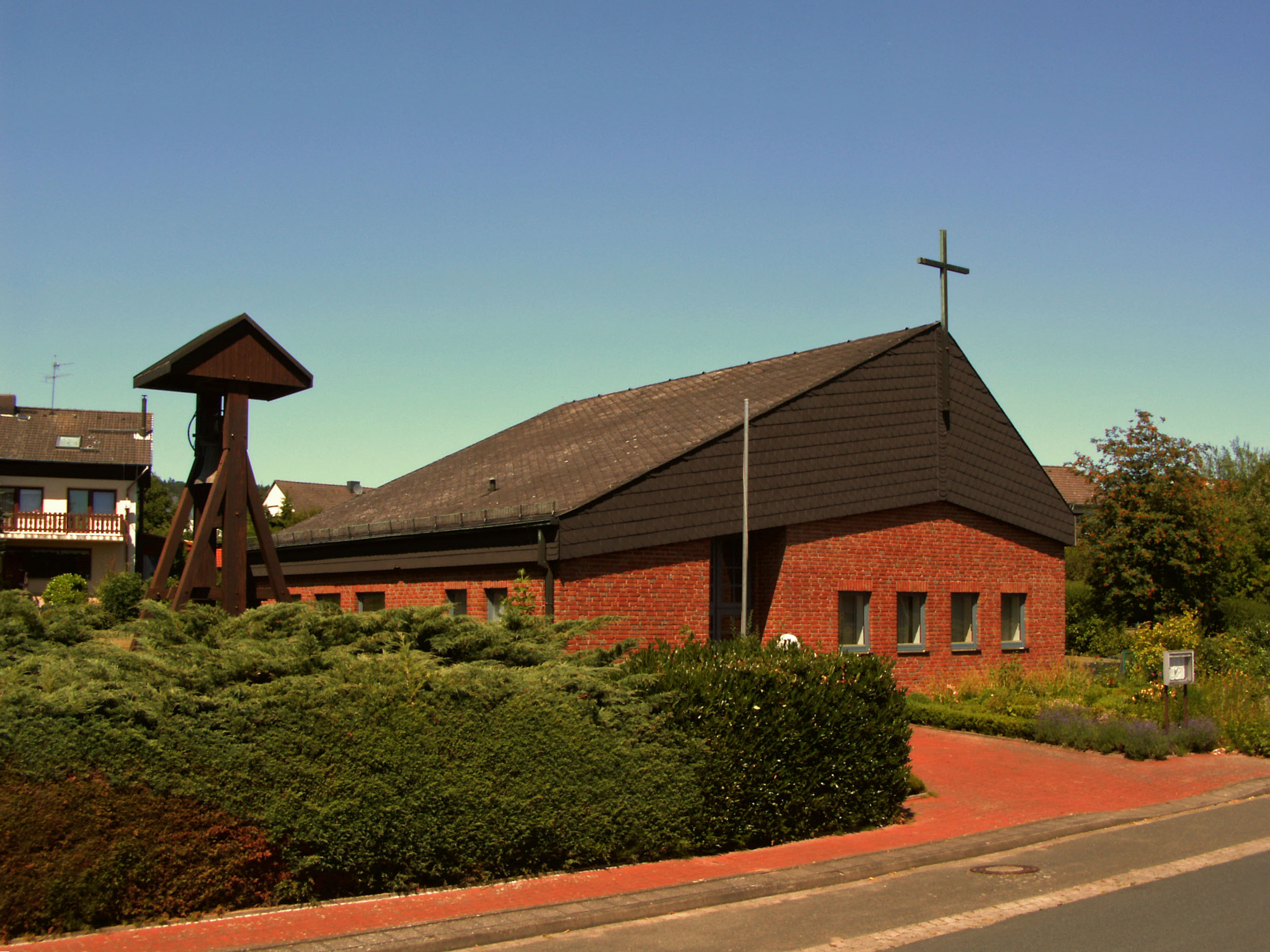
Ehemalige St.-Hedwig-Kapelle (2013)

Die evangelisch-lutherische Johanneskirche (Völksen) befindet sich an der Kirchstraße, sie gehört zur Johanneskirchengemeinde Völksen-Alvesrode-Mittelrode des Kirchenkreises Laatzen-Springe.
Die katholische St.-Hedwig-Kapelle von 1982 befand sich an der Alten Springer Heerstraße, sie wurde 2014 profaniert. Zuletzt gehörte sie zur Pfarrgemeinde Christ König in Springe.

## Politik
Ortsbürgermeister ist Phillipp Langrehr (SPD).

## Kultur und Sehenswürdigkeiten

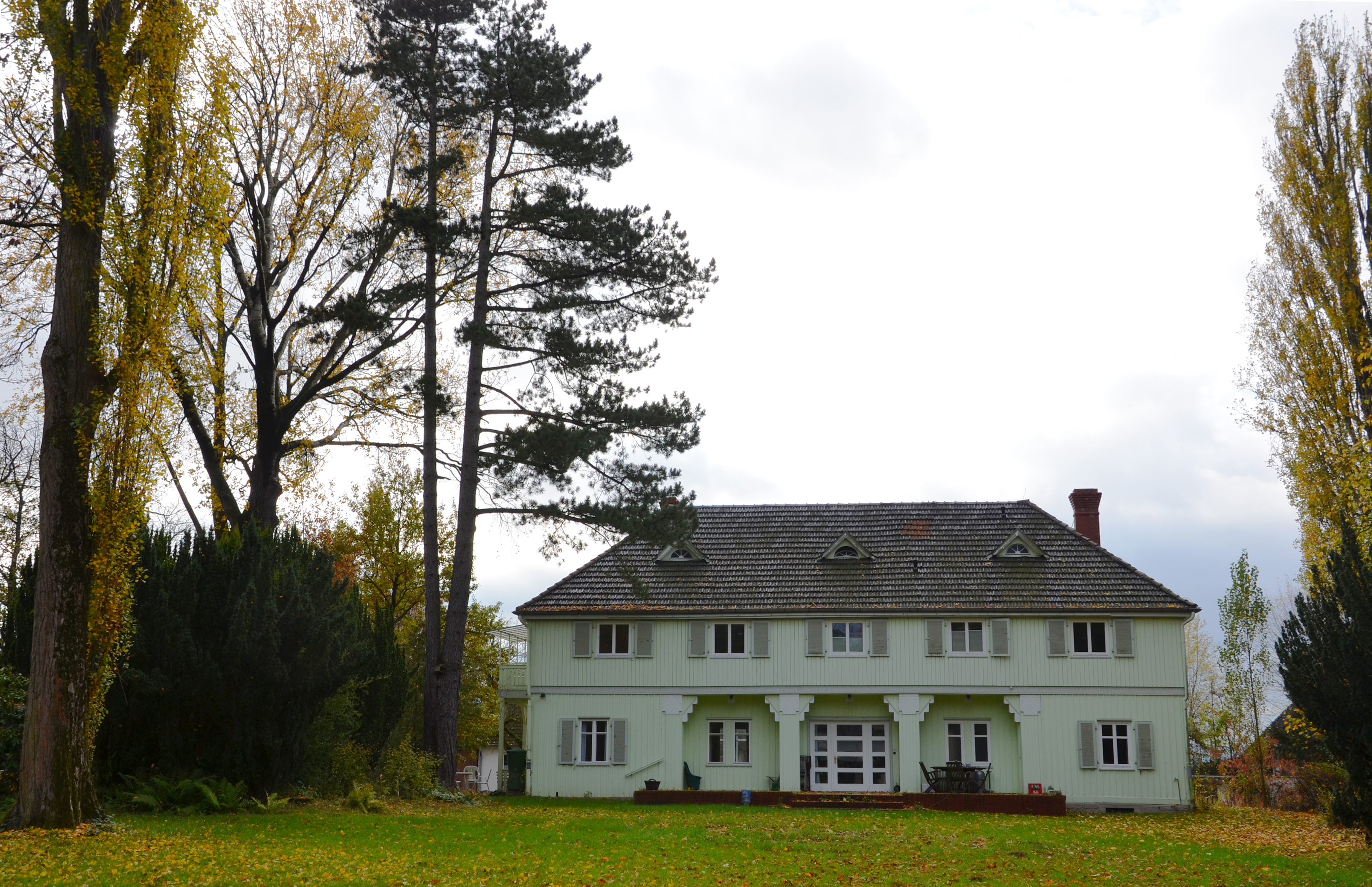
Der ehemalige Sommersitz des Freimaurers Hermann Rexhausen dient heute als Gästehaus auf dem Gelände des Kulturdenkmals Hermannshof

Der hannoversche Industrielle Hermann Rexhausen hatte in den Jahren 1916 bis 1920 auf dem drei Hektar großen Gelände eines solchen stillgelegten Kalksteinbruchs die Gebäude des Hermannshofs mit Wohnhaus, Gärtnerhaus, Wagenremise und Teepavillon als Sommersitz erbaut.
Dabei wurde er in Architektur und Gartengestaltung von Bernhard Hoetger beraten. Das Gebäudeensemble steht heute unter Denkmalschutz. Der parkähnliche Garten wurde mit Hilfe von Landschaftsarchitekten rückgebaut. Die Gebäude werden vom 1992 gegründeten Kulturverein Kunst und Begegnung Hermannshof e. V. genutzt und entwickelten sich seither zu einem Kulturzentrum. Gut besuchte und überregionale bekannte Veranstaltungen sind zum Beispiel die „Künstlertage Hermannshof“ mit einem Programm aus Musik, Schauspiel, Lesung, Performance, Bildhauerei, Lichtkunst, Tanz. Weitere kulturelle Veranstaltungen sind unter anderem Literaturlesungen und Literaturwerkstatt, Kurzfilmtage, Videokunstausstellungen und Open-Air-Kinotage. Die Veranstaltungen finden hauptsächlich in einem Neubau im Park statt. Als Kunstraum wird auch ein Teepavillon von 1917 genutzt.

### Vereine
Völksen hat eine Vielzahl von Vereinen, darunter:
- Werbe- und Interessengemeinschaft Völksen e. V.
- FC Völksen 2014
- Freiwillige Feuerwehr Völksen (Gründung: 1. April 1899). Sie sorgt für den Brandschutz und die allgemeine Hilfe.
- SC Völksen
- KliV – Kinder leben in Völksen e. V.
- SC Völksen Basketball
- Schützenverein von 1953
- TTC Völksen
- Gesangvereine Augusta und Fortuna Völksen
- Musikverein Völksen e. V.
- Reitgemeinschaft Völksen-Deister e. V.
- Reitverein Völksen e. V.
- Kunst und Begegnung Hermannshof e. V. (1992 gegründet)

## Wirtschaft
Seit dem Jahr 1997 ist in Völksen der Unternehmenssitz der Paulmann Licht GmbH, die mit über 250 Mitarbeitern allein in Völksen der größte Arbeitgeber der Stadt Springe ist. Bereits seit 1955 ist mit der Fritz Lange GmbH ein führender Hersteller von Kfz-Kennzeichen und Verkehrszeichen ansässig. Ebenso ist Völksen Sitz des Verlages zu Klampen.

## Verkehr
An der vom „Eisenbahnkönig“ Bethel Henry Strousberg gebauten Strecke nach Altenbeken, die 1872 eröffnet wurde, entstand vor den Toren Völksens der damalige Bahnhof Eldagsen. 1935 wurde er in Eldagsen-Völksen umbenannt und in den 1980er Jahren zum Haltepunkt zurückgebaut. 2006 erhielt die Station erneut eine geänderte Bezeichnung, diesmal Völksen/Eldagsen. Anbindungen bestehen mit der S-Bahn Linie 5 von Hannover Richtung Hameln und Paderborn.
| Linie | Verlauf | Takt |
| ----- | --- | --- |
| S 5   | Paderborn Hbf – Altenbeken – Steinheim (Westf) – Schieder – Lügde – Bad Pyrmont – Emmerthal – Hameln – Bad Münder (Deister) – Springe – Völksen/Eldagsen – Bennigsen – Holtensen/Linderte – Weetzen – Hannover-Linden/Fischerhof – Hannover Bismarckstraße – Hannover Hbf – Hannover-Nordstadt – Hannover-Ledeburg – Hannover-Vinnhorst – Langenhagen Mitte – Langenhagen Pferdemarkt – Hannover Flughafen Stand: Fahrplanwechsel Juni 2022 | 60 min 30/60 min (Bad Pyrmont–Hameln) 30 min (Hameln–Hannover Hbf werktags) 30 min (Hannover Hbf–Flughafen) |

Auch Linienbusse stehen zur Verfügung, um nach Springe oder in Richtung Wennigsen (am Deister) zu fahren. Außerdem ist der Ort über die Bundesstraße 217 angebunden.

## Persönlichkeiten
- Christian Flemes (1847–1926), Buchbinder, Holzschnitzer und Schriftsteller